# Кіт Деллер
Кіт Деллер (англ. Keith Deller, нар. 24 грудня 1959)  — колишній англійський професійний гравець в дартс, чемпіон світу (BDO) з дартсу 1983 року. Багато років він був наймолодшим гравцем і єдиним кваліфікантом, який коли-небудь виграв чемпіонат світу BDO. Тільки у 2006 році Йеле Клаасен витіснив його як наймолодшого переможця.

## Життєпис
Деллер вперше брав участь в чемпіонаті світу BDO в 1983 році. Незважаючи на свій дебют, він відразу став чемпіоном світу. У 1992 році він перейшов в PDC.